# John Byrne (voetballer)
John Frederick Byrne (Manchester, 1 februari 1961) is een voormalig profvoetballer uit Ierland die werd geboren in Engeland. Hij sloot zijn loopbaan in 1996 af bij de Engelse club Brighton & Hove Albion FC.

## Interlandcarrière
Byrne speelde in totaal 23 interlands voor het Iers voetbalelftal en scoorde vier keer voor de nationale ploeg in de periode 1985-1993. Hij maakte zijn debuut op 5 februari 1985 in het vriendschappelijke duel tegen Italië (1-2). Hij moest in die wedstrijd na 77 minuten plaatsmaken voor Alan Campbell.